# Conus daullei
Espèce
Conus daullei est une espèce de mollusques gastéropodes marins de la famille des Conidae.
Comme toutes les espèces du genre Conus, ces escargots sont prédateurs et venimeux. Ils sont capables de « piquer » les humains et doivent donc être manipulés avec précaution, voire pas du tout.

## Taxonomie

### Publication originale
L'espèce Conus daullei a été décrite pour la première fois en 1858 par le conchyliologiste français Hippolyte Crosse (1826-1898) dans la publication intitulée « Revue et Magasin de Zoologie »,.

## Identifiants taxonomiques
Chaque taxon catalogué par les bases de données biologiques et taxonomiques possède un identifiant qui permet d'établir un point de référence. Les identifiants de Conus daullei dans les principales bases sont les suivants :
CoL : XX9R - GBIF : 8025606 - WoRMS : 428472